# La France croisée
La France croisée (anglais : Cross of France) est un tableau de l'artiste américaine Romaine Brooks réalisé en 1914 et conservé au Smithsonian American Art Museum à Washington, à la suite d'un legs de l'artiste. 

## Description
Cette huile sur toile représente une femme portant une coiffe blanche et un manteau bleu nuit rehaussé d'une croix rouge (positionnée exactement au centre du tableau) alors qu'elle se retourne sur une plaine enneigée et une ville incendiée. Commémoration de la première bataille d'Ypres, l'une des grandes batailles du début de la Première Guerre mondiale, l'œuvre est une allégorie qui figure la France/Marianne sous les traits de la danseuse russe Ida Rubinstein, laquelle est l'amante de la peintre et s'est récemment engagée dans la Croix-Rouge. 

## Historique
L'œuvre est exposée dès 1915 à la galerie Bernheim, accompagnée de quatre sonnets du poète italien Gabriele D'Annunzio écrits pour l'occasion (ils font la une du Figaro du 5 mai 1915). Grâce aux reproductions de ce tableau vendues par la galerie, l'artiste a levé des fonds pour la Croix-Rouge française et d'autres associations. Pour son effort de guerre, Romaine Brooks reçoit la légion d'honneur en 1920. 
Cette récolte de fonds orchestrée par le biais de célébrités pour financer l'effort de guerre fait de ce tableau l'un des premiers exemples d'œuvre « patriotique et cosmopolite ». 

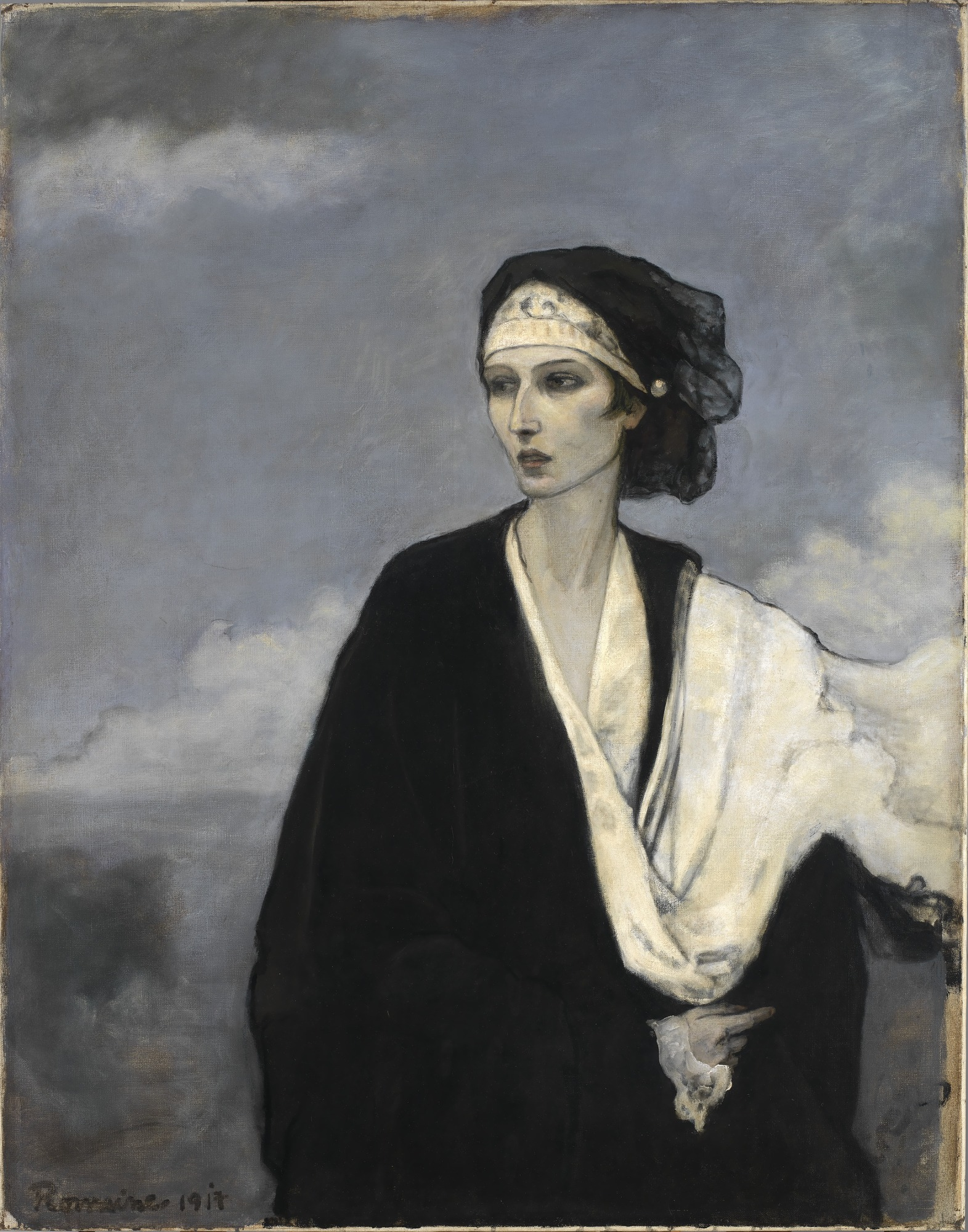
Ida Rubinstein, Brooks (1917).

Brooks et Rubinstein se sont rencontrées en 1911. Elles ont une relation intime puis se séparent vers 1914. Brooks peint plusieurs tableaux avec Rubinstein en modèle : Le Trajet (1911), La France Croisée (1914), La Venus triste (1916-17) et Ida Rubinstein (1917). 